# Alopecosa latifasciata
Alopecosa latifasciata este o specie de păianjeni din genul Alopecosa, familia Lycosidae. A fost descrisă pentru prima dată de Kroneberg, 1875. Conform Catalogue of Life specia Alopecosa latifasciata nu are subspecii cunoscute.